# Moronobu
Hishikawa Moronobu (菱川 師宣, Hishikawa Moronobu) (1618 - 25 juillet 1694) est un peintre japonais et créateur d’estampes japonaises. Il est considéré comme le premier représentant de l’école ukiyo-e. En adaptant les techniques traditionnelles de la peinture à la gravure sur bois et en publiant des estampes sur papier libre plutôt que des livres entiers, il contribua à la diffusion de l’estampe japonaise dans les classes les plus modestes.

## Premières années et formation
Moronobu était le fils d'un teinturier respecté et d'une brodeuse de fils d'or et d'argent, du village de Hodamura, province d'Awa, près de la baie d'Edo.
Après avoir déménagé à Edo, Moronobu, qui avait appris le métier de son père, étudia la peinture de l'école Tosa ainsi que celle de l'école Kano.
Il se dota ainsi d'une solide formation dans les arts décoratifs et la peinture académique, ce qui lui fut fort utile quand il se tourna vers l’ukiyo-e, qu'il étudia avec son maître, le Maître de Kambun.

## Œuvre
Ses premières œuvres signées et datées furent des illustrations de livres datées de 1672 avec son Anthologie des Cent poètes guerriers (Buke Hyakunin Isshu), son premier album signé.
Vers le milieu des années 1670, Moronobu était déjà devenu le plus important de tous les artistes d'estampes ukiyo-e, statut qu'il conservera jusqu'à sa mort.
Il produisit plus de cent livres illustrés, peut-être 150, bien qu'il soit difficile de lui attribuer de nombreux ouvrages non signés. Ainsi par exemple, l'expert Kiyoshi Shibui établit, en 1926, des éléments qui permettaient d'attribuer à Sugimura Jihei des œuvres jusque-là attribuées à Moronobu.
Le quart environ de ses œuvres ont un caractère érotique, aussi bien hétérosexuel qu'homosexuel. Très peu des estampes sur feuille isolée de Moronobu ont survécu, et la plupart, sinon toutes, ne sont pas signées. Parmi ces feuilles isolées, on compte de nombreuses estampes érotiques.
C'est l'illustration d'ouvrages imprimés qui va lui assurer une très large diffusion. Il a été l'un des premiers à réaliser des albums, ou catalogues, de motifs de kosode (ancêtre du kimono). Ces livres illustrés (Livres de motifs de kosode en miniature, kosode moyo hinagata bon), présentaient le vêtement, avec ses motifs de broderie luxueuse, vu de dos et, sur la page lui faisant face, tel qu'il serait porté par un "modèle". Le premier hinagata bon (livre de motifs) avait été publié en 1666. Cette mise en page a été reprise au début du XVIIIe siècle par Nishikawa Sukenobu, avec de nouvelles modes de teinture, où la soie était peinte à la main. 

### Son rôle dans la naissance de l'ukiyo-e
Contrairement à ce que beaucoup d'experts pensaient auparavant, Moronobu ne fut pas le « fondateur » de l’ukiyo-e.
En revanche, Moronobu sut fédérer de façon impressionnante les styles épars des artistes qui le précédèrent dans la peinture et l'estampe ukiyo-e.
C'est Moronobu qui a créé la première forme réellement mature de l’ukiyo-e, avec un style d'une grande force et beaucoup de présence, qui allait définir les canons de l’ukiyo-e pour les générations d'artistes à venir.
La maîtrise de la ligne de Moronobu a souvent été citée dans l'analyse de son œuvre (écrits de Richard Lane), de même que les compositions harmonieuses de ses personnages, qui paraissent toujours servir à la mise en scène de l'action, ce que l'on ne trouvait pas chez ses prédécesseurs.

### L'art de Moronobu

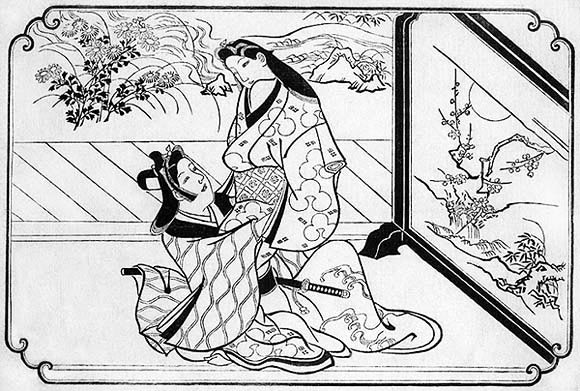
Hishikawa Moronobu : estampe d'une série de 12, de style abuna-e. Autour de 1680. Gravure sur bois, encre sumi (noire) sur papier. Provenance inconnue

L'estampe figurant ci-contre appartient à une série sans titre et non signée de shunga (gravures érotiques), qui, du temps de Moronobu s'appelaient en réalité « makura-e », ou « images sur l'oreiller », aux alentours de la fin des années 1670 ou du début des années 1680.
Certaines des estampes de Moronobu sont rehaussées de couleurs apposées à la main, mais celle-ci est un sumi-e (estampe réalisée avec la seule utilisation d'un pigment sumi noir), dans son état original, sans aucune couleur.
L'art de la ligne chez Moronobu est tel que l'impact de ses estampes est souvent diminué lorsque des couleurs sont rajoutées. Les lignes et les zones noires contrastent audacieusement avec le papier blanc, et accentuent silhouettes et mouvements. Comme dans beaucoup d'autres compositions de Moronobu, l'artiste se montre inventif dans son utilisation de lignes souples et arrondies juxtaposées avec des diagonales droites.
Le groupement de douze images fut habituel pendant des siècles pour les peintures de cour et de genre. Parmi les plus fameux exemples que nous ayons se trouvent les feuilles isolées peintes par le maître Tosa Mitsunobu (1434-1525).
L'adoption de ce regroupement de douze images par Moronobu respecte donc la convention de l'époque, d'autant qu'un tel regroupement permettait de faire varier ameublement, vêtements, et éléments de décor, en les liant plus ou moins avec les 12 mois de l'année.
Cependant, on ne peut dire que les shunga adhéraient strictement à une telle progression en fonction du mois ou de la saison. Les estampes de Moronobu se définissent ici comme des abuna-e (« images osées »), c'est-à-dire des images non explicites telles que l'on en trouvait fréquemment pour être le frontispice d'un recueil de shunga.
Le style de Moronobu, son usage de traits courbes et de lignes droites mélangés, se remarquent parfaitement ici. Quant aux amants représentés ici, la scène de séduction vient juste de commencer, avec le desserrement de l'obi (la large ceinture de la femme). Des éléments à signification érotique viennent souligner la scène. Ainsi par exemple, la jeune beauté lève sa manche droite vers sa bouche, en un geste d'émotion réprimée. La présence d'eau évoque la sexualité féminine, avec les symboles yin féminin du cours d'eau dans le jardin derrière les amants, ou encore dans les vagues sur le vêtement du jeune galant, pendant que la végétation en fleur représentée sur le paravent sert de métaphore pour la sexualité yang masculine.
Les principes de représentation mis au point par Monorobu sont repris par tous les artistes de l'ukiyo-e : la primauté de la ligne aux dépens de l'expression des volumes, ainsi que l'extrême attention accordée aux détails décoratifs, notamment aux motifs des kimonos.

### Exemples d'œuvres
- Guide de l'amour au Yoshiwara (1678), livre illustré gravé sur bois, Impression monochrome à l'encre de Chine, 26 × 18 cm, Bibliothèque nationale de France, collection Théodore Duret. Il s'agit d'un guide de visite et de savoir vivre destiné à la clientèle du quartier de plaisir d'Edo. Bien qu'elles ne soient pas signées, ces illustrations lui sont unanimement attribuées. Occupant pour la première fois les deux tiers de la page, tandis que le texte est relégué dans la partie supérieure, ce sillustrations connaissent un grand succès et des planches ndépendnates sont bientôt demandées[4].
- Estampe-feuille érotique peinte à la main (v 1680), 26 × 38 cm, Rijksmuseum
- Album ou catalogue de modèles de kosode (ancêtre du kimono) (1682), Freer Gallery of Art[5]
- Le Théâtre de kabuki Nakamura, Nikuhitsuga (peinture ukiyo-e) sur paravent (byōbu) (1684-1694), Couleurs et or sur papier, 158 × 384 cm, Musée des beaux-arts de Boston. Durant les premières représentations de kabuki, le public n’était pas composé de spectateurs tranquillement assis comme il l’est aujourd’hui. Les Uki-e, estampes populaires de l’époque, montrent des scènes avec des membres du public en train de manger, de boire, de discuter et généralement de faire ce qui leur plaisait. Les théâtres étaient des endroits que les gens visitaient dans une sorte d’atmosphère de tourisme. Dans de nombreux cas, les programmes étaient remplis de représentations prévues tout au long de la journée, du matin jusqu’au soir
- Beauté se retournant (1688-1704), début de l'ère Genroku, rouleau vertical, couleurs sur soie63 × 31 cm, Musée national de Tokyo[4]
- Un homme et deux courtisanes dans un intérieur, Album illustré coloré à la main, 22 × 35 cm, Freer Gallery of Art
- Un pique-nique, Rouleau suspendu, kakemono, Couleurs sur soie, 41 × 71 cm, Freer Gallery of Art
- Musiciens et danseuse, Pages d'un album, sumizuri (à l'encre noire), Musée de Brooklyn

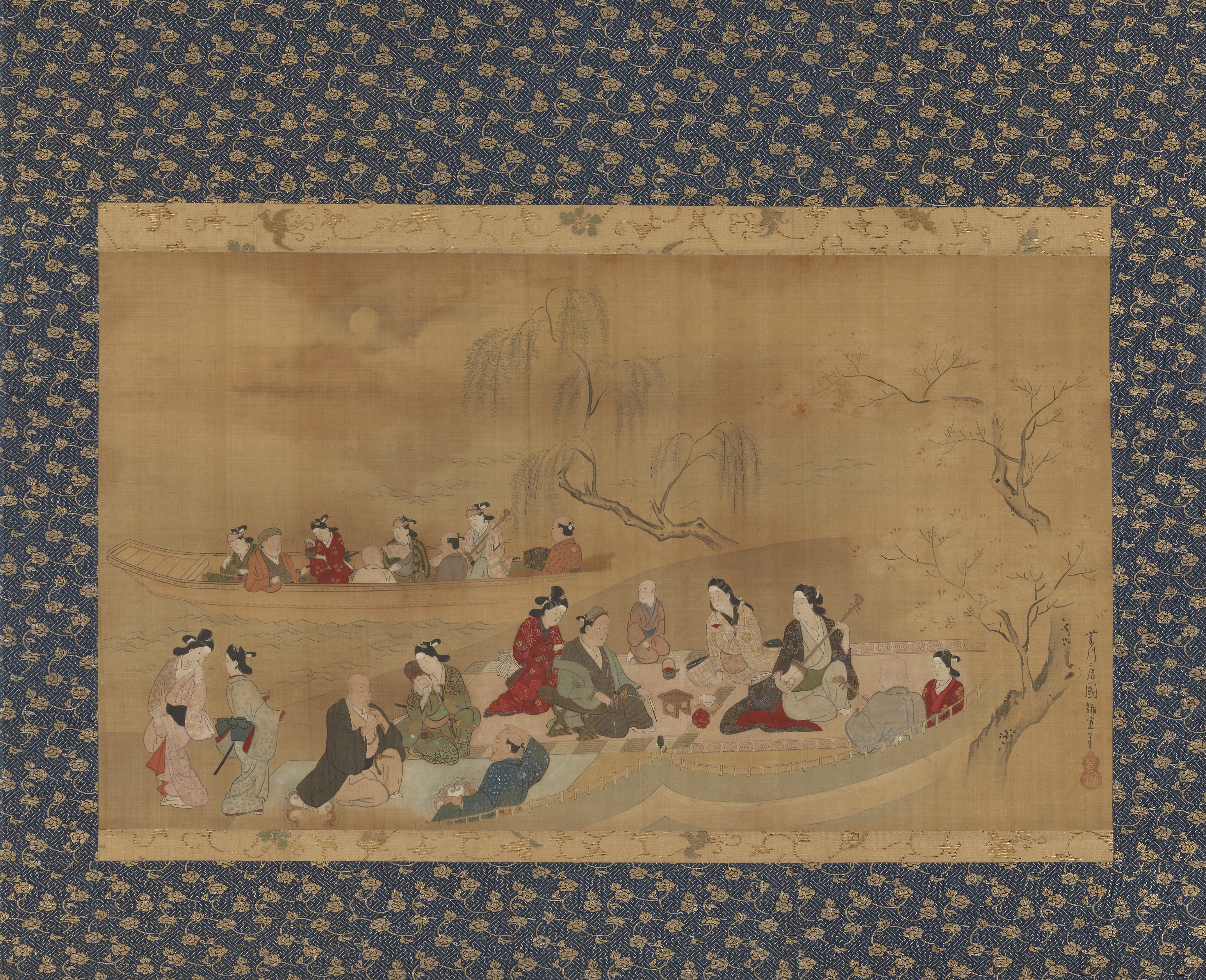
Un pique-nique, Rouleau suspendu, kakemono Freer Gallery of Art
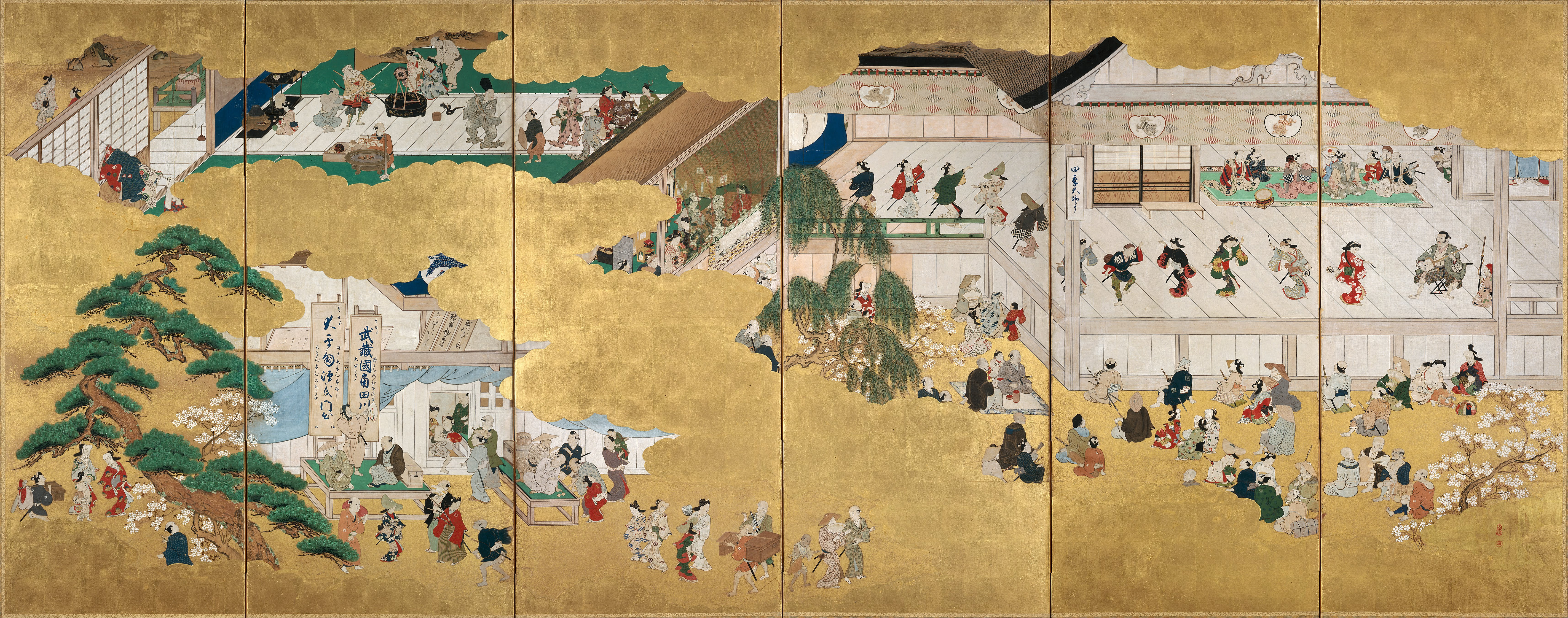
Le Théâtre de kabuki Nakamura, 1684-1694 Nikuhitsuga (peinture ukiyo-e) sur paravent (byōbu) Musée des beaux-arts de Boston
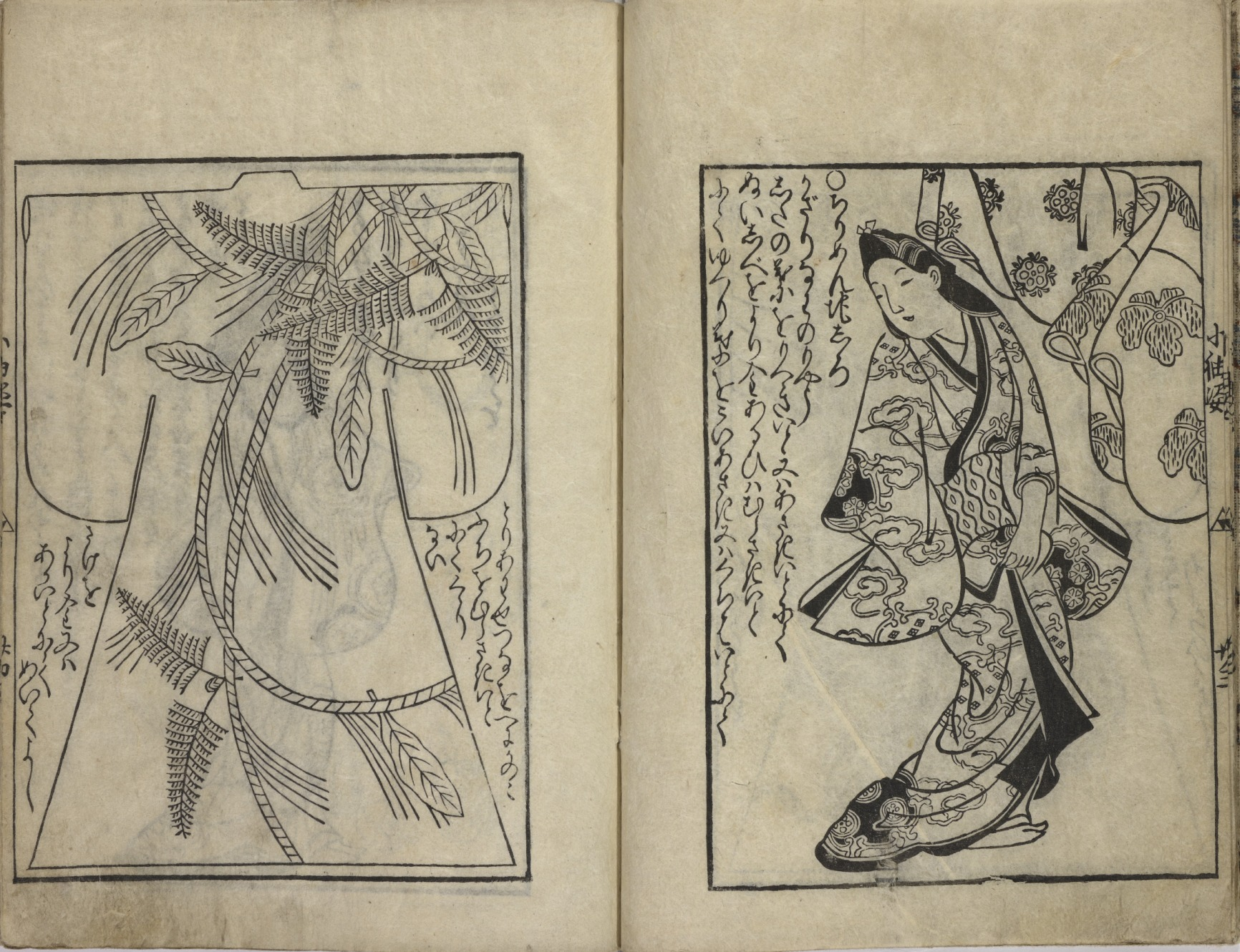
Album ou catalogue de modèles de kosode, 1682 Freer Gallery of Art
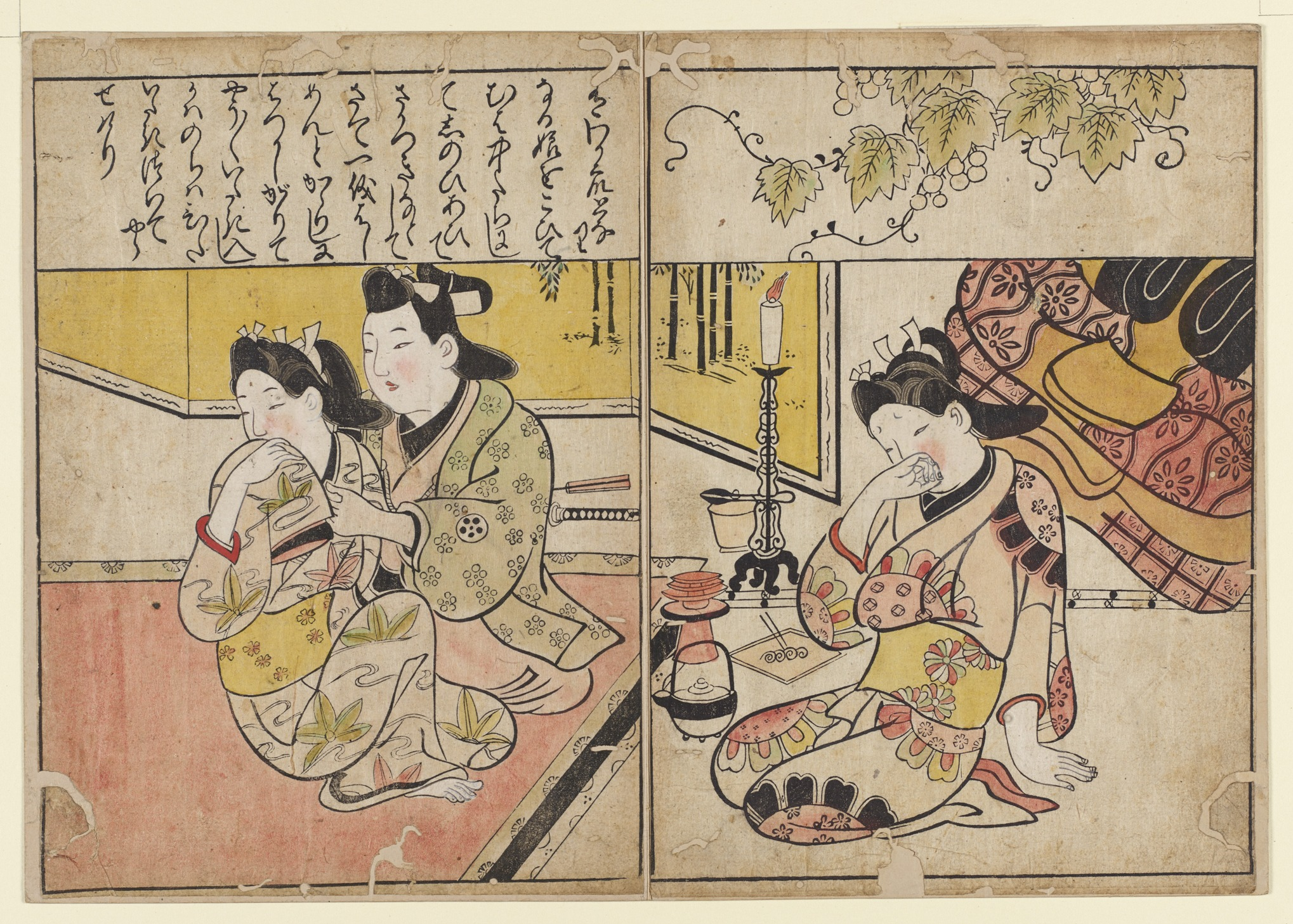
Un homme et deux courtisanes dans un intérieur Album illustré coloré à la main Freer Gallery of Art
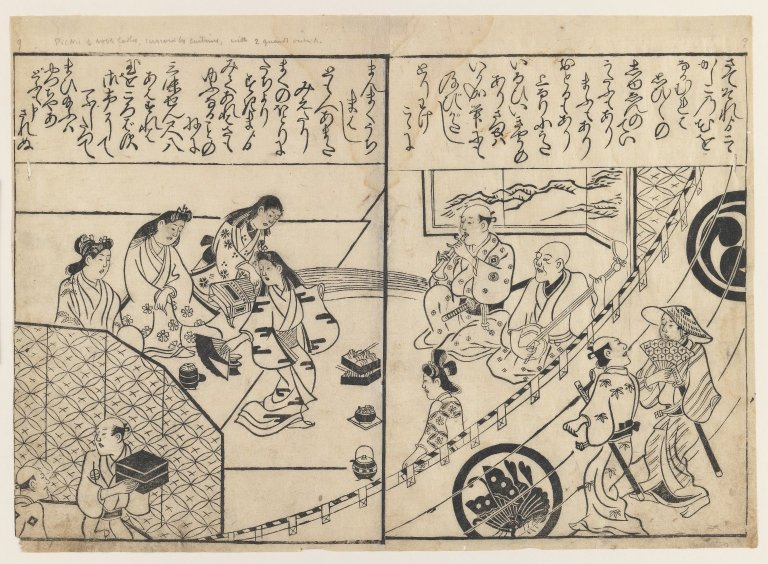
Musiciens et danseuse, Pages d'un album, sumizuri (à l'encre noire) Musée de Brooklyn

## Dans la culture populaire
L'épisode Délire artistique, de la série télévisée d'animation Samurai champloo, lui est consacré.